# Loxocera nigrifrons
Loxocera nigrifrons är en tvåvingeart som beskrevs av Macquart 1835. Loxocera nigrifrons ingår i släktet Loxocera och familjen rotflugor. Arten är reproducerande i Sverige. Inga underarter finns listade i Catalogue of Life.